# Queyras
Pour les articles homonymes, voir Queyras (homonymie).
Pour l’article ayant un titre homophone, voir Keras.
Le Queyras (prononcer [kɛʁa] ; en occitan Cairàs) est une vallée du département des Hautes-Alpes, mais également un parc naturel régional, où se pratiquent le ski en hiver et randonnée pédestre en été. Il est notamment traversé par le GR 58 qui permet d'en faire le tour ou le GR 5.

## Toponymie
Le Queyras doit son nom à la tribu gauloise des Quariates, habitants des Alpes occidentales, intégré au royaume de Cottius. Leur nom signifierait en vieux celtique continental « ceux du chaudron », car chez les Celtes comme chez d'autres peuples indo-européens, un culte s'attachait à cet objet et Xavier Delamarre écrit que l'« on sait l'importance du chaudron dans les récits de mythologie irlandaise ».
Le radical Queyr- (forme francisée) / Cair- (forme locale) a développé de manière insolite un  c- [k], alors qu'on attendrait en celtique continental une mutation en p- [p] à partir du proto-celtique *kʷarios « chaudron ». En effet cette mutation régulière explique le gaulois *pario- « chaudron » qui a de nombreux descendants dans les langues romanes : provençal par, pairol, franco-provençal (lyonnais) per, catalan perol, italien paiolo, termes signifiant tous « chaudron », ainsi que les mots du groupe brittonique : gallois pair, vieux cornique per « chaudron », qui ressemblent beaucoup aux termes du groupe roman. Ce radical explique aussi l'ethnonyme Parisii qui a donné son nom à la ville de Paris.
En revanche, le celtibère et le gaëlique ont conservé [kʷ], passé ultérieurement à c- [k] en gaëlique, d'où le vieil irlandais coire « chaudron, marmite ». Le maintien de [kʷ] (> [k]) dans Quariates > Cairas (cf. Sequana > Seine) est peut-être lié à une influence de substrat similaire.
La terminaison -as de Queyras s'explique par une contraction du suffixe -ates de Quariates, issu du suffixe gaulois -ati, bien que ce suffixe s'observe principalement dans des noms de tribus d'Aquitaine qui ne sont pas celtiques, telles les Vasates, les Cocosates, les Sibusates, les Tarusates, etc.
Le Queyras se prononce localement à la française, c'est-à-dire avec le « s » final muet, contrairement à l'habitude de nombreux visiteurs qui prononcent souvent le « s » final[réf. nécessaire].

## Géographie
La vallée est traversée par le Guil et comporte sept communes aujourd'hui regroupées au sein d'une communauté de communes : Arvieux, Abriès-Ristolas, Aiguilles, Ceillac, Château-Ville-Vieille, Molines-en-Queyras et Saint-Véran. Ceillac ne faisait pas partie du Queyras historique : il appartenait à l'évêché d'Embrun et n'entrait pas dans l'escarton du Queyras.
Le parc est délimité au nord et à l'est par la frontière avec l'Italie, depuis le sommet du Grand Glaiza jusqu'à la tête des Toillies via le col Agnel. Puis il suit la crête délimitant le bassin versant de l'Ubaye jusqu'à la Mortice et remonte au nord-ouest jusqu'à Guillestre, dans la basse vallée du Guil, qui constitue la principale porte naturelle sur le Queyras. Depuis Guillestre, la limite suit la crête orientée Nord séparant la vallée d'Arvieux de la Durance et passant par le pic du Béal Traversier puis prend une direction nord-est jusqu'au col d'Izoard, passage mythique du tour de France cycliste et finit par la ligne de crête séparant la vallée des Fonts au nord et passant par le pic de Rochebrune, jusqu'à la frontière italienne. Le Queyras correspond au bassin versant du Guil ; son point culminant est le pic nord des pics de la Font Sancte et non le mont Viso dont le sommet se trouve dans le Piémont en Italie, mais dont le tour passe par le Queyras.

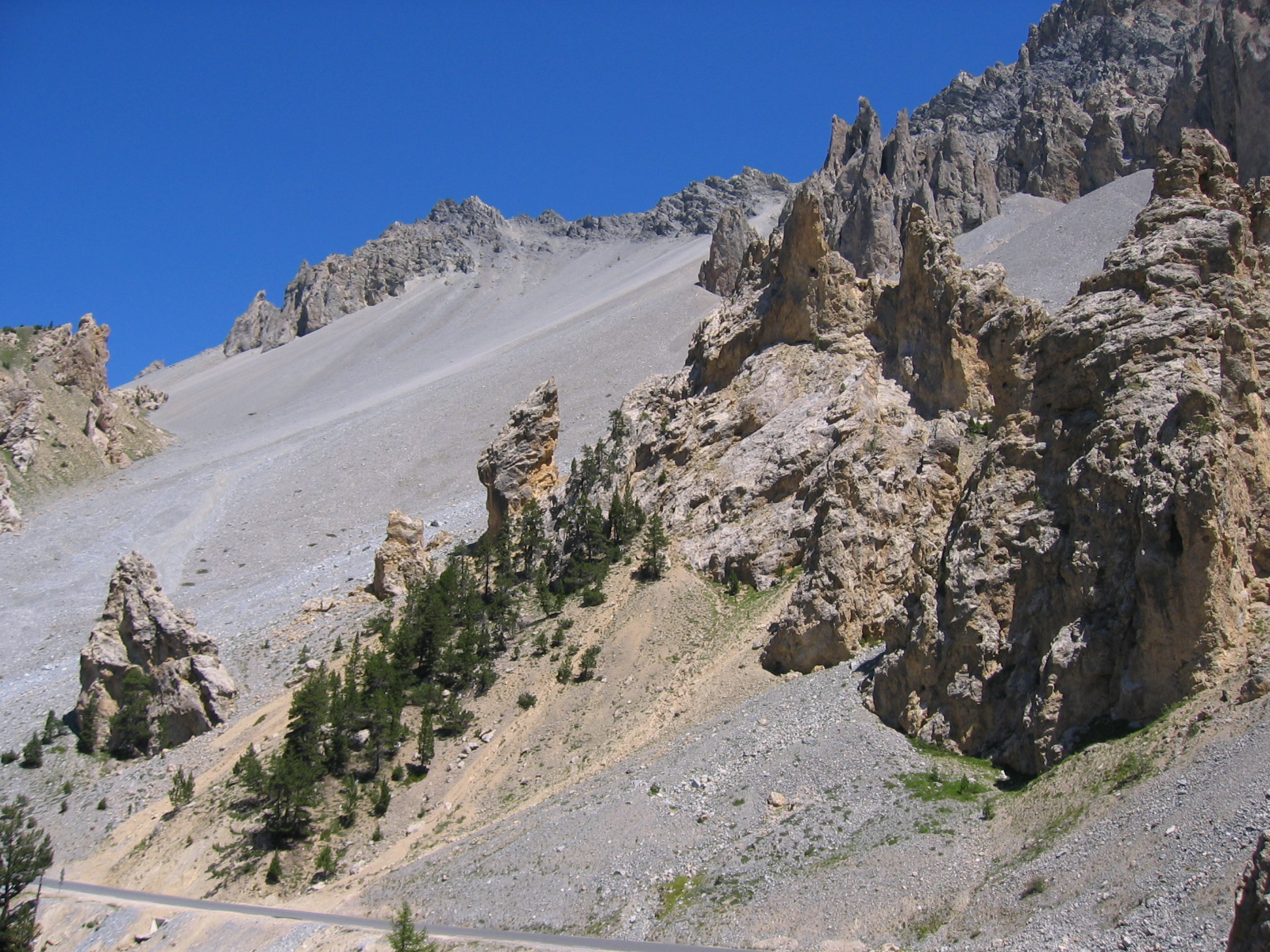
Casse Déserte.

Le col d'Izoard, à 2 362 m d'altitude, est, depuis le Briançonnais, la porte du Queyras. La traversée de la Casse Déserte annonce un désert. Le contraste en aval n'en est que plus saisissant. Au-dessous de ce cirque lunaire hérissé de cheminées de fées (vestiges de fortes érosions) se succèdent des steppes, des forêts, des tapis floraux. C'est le pays des villages altiers aux fours banaux et aux fontaines cerclées de bois, où les fils électriques sont enterrés. Ils sont à l'image du plus haut village de France, Saint-Véran (2 042 m).
La vallée est très peu urbanisée, donc peu éclairée, la pollution lumineuse est quasiment nulle  ; conjugué à son climat laissant beaucoup de nuit claires, cela en fait un endroit très prisé par les astronomes amateurs.

### Principaux sommets
- Les pics de la Font Sancte (3 385 m, point culminant)
- Le pic de Rochebrune (3 320 m)
- Le Bric Froid (3 305 m)
- Le Grand Glaiza (3 293 m)
- Le mont Aiguillette (3 287 m)
- Le pic des Heuvières (3 271 m)
- Le Péouvou (3 232 m)
- Le pic d'Asti (3 220 m)
- La pointe Gastaldi (3 210 m)
- Le Pain de Sucre (3 208 m)
- La crête de la Taillante (3 197 m)
- La tête des Toillies (3 175 m)
- La pointe de Marte (3 152 m)
- La tête du Longet (3 146 m)
- La roche Noire (3 134 m)
- Le pic de Farnéiréta (3 134 m)
- La tête de la Cula (3 121 m)
- Le Grand Queyras (3 114 m)
- La pointe de Venise (3 096 m)
- Le pic de Foréant (3 081 m)
- Le Petit Rochebrune (3 078 m)
- Le Grand Queyron (3 060 m)
- La Rocca Bianca (3 059 m)
- La pointe Joanne (3 052 m)
- La pointe de la Saume (3 043 m)
- La punta dell'Alp (3 033 m)
- La pointe des Sagnes Longues (3 032 m)
- Le pic de Caramantran (3 025 m)
- Le Sparveyre (3 002 m)
- Le Bric Bouchet (2 997 m)
- Le pic de Château Renard (2 989 m)
- Le pic du Béal Traversier (2 910 m)

### Principaux lacs

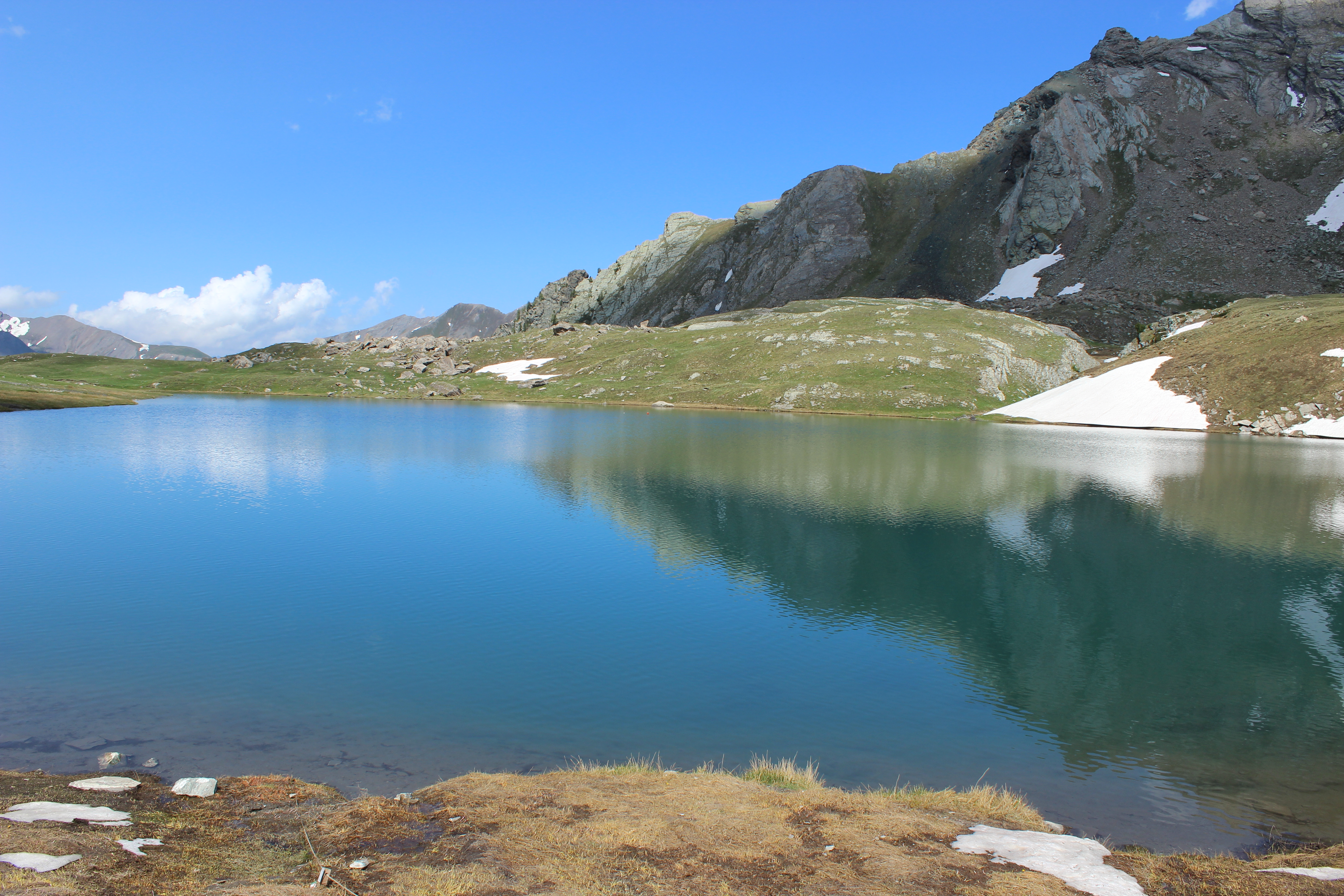
Vue sur le lac Égorgeou vers le nord-est.

- Le lac Égorgeou (2 394 m)
- Le lac Foréant (2 618 m)
- Les lacs du Malrif (2 583 m)
- Le lac de Souliers (2 492 m)
- Le lac de Clausis (2 441 m)
- Le lac Sainte-Anne (2 414 m)
- Le lac Miroir (2 215 m)

### Principaux cols
- Col de la Traversette (2 947 m)
- Col de Clausis (2 765 m)
- Col Agnel (2 744 m)
- Col d'Urine (2 525 m)
- Col d'Izoard (2 361 m)

## Histoire

### Antiquité
Les Quariates, tribu gauloise des Alpes cottiennes, sont des montagnards « difficilement attaquables à cause des hautes crêtes cernant leur petite région naturelle. Ils surveillaient les voies d’accès à plusieurs cols, comme beaucoup des peuplades ayant l’emprise sur les grands passages transalpins. Romains et Carthaginois redouteront la traversée de ces territoires ; et ils n’attaqueront leurs guerriers qu’avec prudence ».
Les quelques recherches archéologiques menées au XXe siècle autour de la mine de cuivre de Saint-Véran et dans les alpages d'Urine et du mont Viso attestent que ces montagnes ont été occupées au Néolithique pendant une période indéterminée. Sous l'Empire romain, le Queyras a été une voie de passage entre la vallée de la Durance, à partir de la Roche de Rame, et la vallée du Pô, par la montagne, comme l'attestent les quelques restes de voie romaine aux Escoyères. L'évangélisation du Queyras commença par Les Escoyères dès 286 après J.-C. avant que les invasions barbares mettent fin à l'occupation romaine et s'étalent jusqu'au milieu du Moyen Âge : Burgondes, Wisigoths, Francs, et même Sarrasins, puis au Xe siècle, Hongrois.

### Moyen Âge
Pourtant, il ne semble pas que cette haute vallée ait été occupée et mise en valeur de façon permanente avant les XIe et XIIe siècles. Des érudits du XIXe siècle ont cru lire dans le testament du Patrice Abbon (739), patrice qui possédait de vastes domaines dans la vallée de la Durance et du Mont-Cenis à Marseille, en se fondant sur les mots latins curte mea salliaris, villa vetolae, mulinarici, des allusions à Ceillac, Château-Ville-Vieille et Molines, alors que ces mots désignent apparemment une court des saules (une court était un vaste domaine), la ferme (villa) des génisses (veaux d'une année) et un comptoir de pierres à moulins. Les plus anciennes références au Queyras ou à ses villages datent du XIIe siècle. La plus ancienne archive se rapportant à un village du Queyras est une charte de privilèges accordée en 1259 par le Dauphin Guigues aux habitants d'Abriès (ils sont placés sous la sauvegarde du Dauphin et il est créé dans leur village un marché hebdomadaire). Dans les archives du Dauphiné à Grenoble, comme dans les archives de l'Église, il est fait référence à plusieurs reprises au Queyras au XIIe siècle. Les documents les plus connus sont les trois enquêtes fiscales ordonnées dans les mandements de montagne (Queyras, Val Cluson, Bellin), entre 1249 et 1267 par le Dauphin Guigues, qui était désireux de connaître avec précision les taxes, impôts, redevances, etc. que lui devaient ses dépendants, les terres qu'il possédait, les hommes liges qu'il protégeait, ainsi que l'enquête ordonnée en 1339 par le Pape d'alors qui avait exprimé son désir de racheter au Dauphin les droits féodaux sur ces mandements de montagne, mais qui y a renoncé quand il s'est rendu compte que la transaction ne lui rapporterait rien. Le Dauphin, dont l'État était ruiné à la suite de longues guerres contre la Savoie, a alors décidé de vendre ses propres droits aux habitants de ces cinq mandements de montagne : Queyras, Briançon, Oulx, Val Cluson, Val Varaita. La transaction est consignée dans une charte signée en 1343 à Beauvoir-en-Royans. En versant 12 000 florins d'or et une rente annuelle de 4 000 ducats d'or, les habitants deviennent « francs et bourgeois ». Ils ne paient plus de redevances pour construire des moulins ou des fours à pain, ni pour utiliser l'eau des torrents, ni pour creuser des canaux, etc. Ils peuvent se réunir librement pour délibérer de leurs affaires et élire leurs représentants. Ils ont le droit de chasser et, en conséquence, celui de porter des armes. Dès lors, ces mandements ont pris le nom d'escartons, nom dérivé du verbe escarter, signifiant « répartir ». Il incombait aux habitants eux-mêmes ou à leurs représentants (mansiers, procureurs, consuls) de répartir entre les familles les redevances à verser à l'autorité féodale ; puis, à partir de 1349, au roi de France, à qui le Dauphin Humbert II a vendu son État. Ce système féodal s'est perpétué sous l'Ancien Régime, jusqu'à la Révolution, qui a aboli toutes les chartes de privilèges.

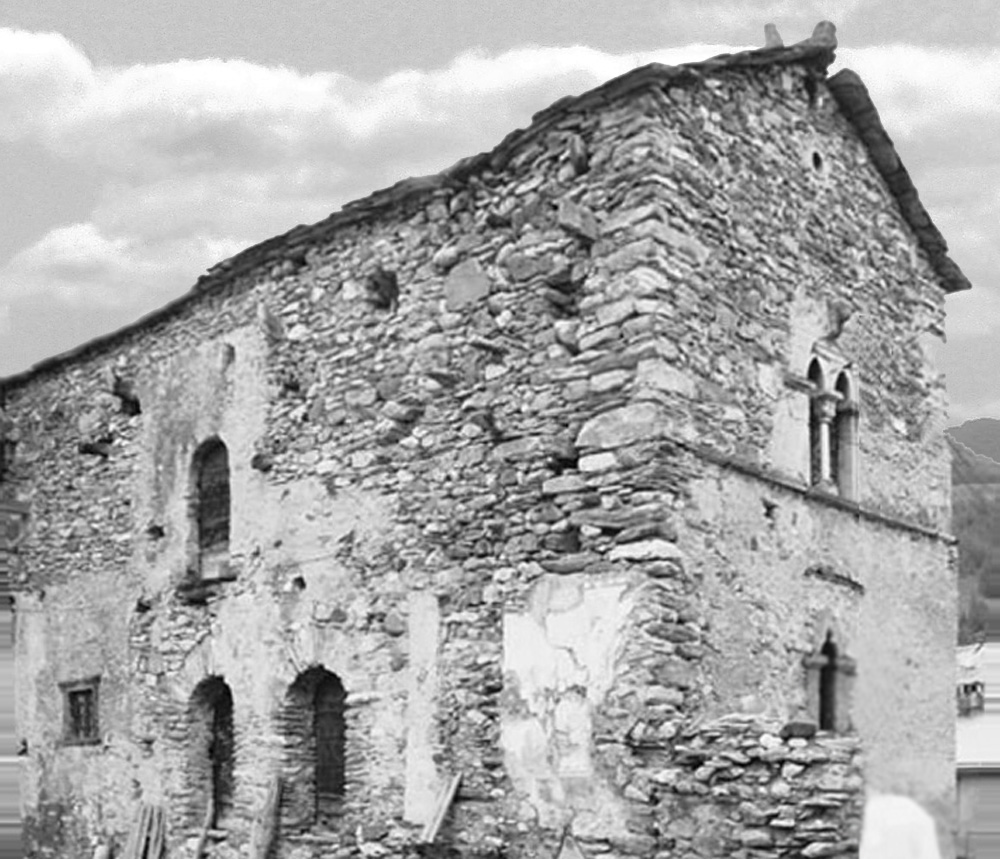
Maison du XIIe siècle, au hameau de la Rua (dans la commune de Molines-en-Queyras), classée au titre des monuments historiques.

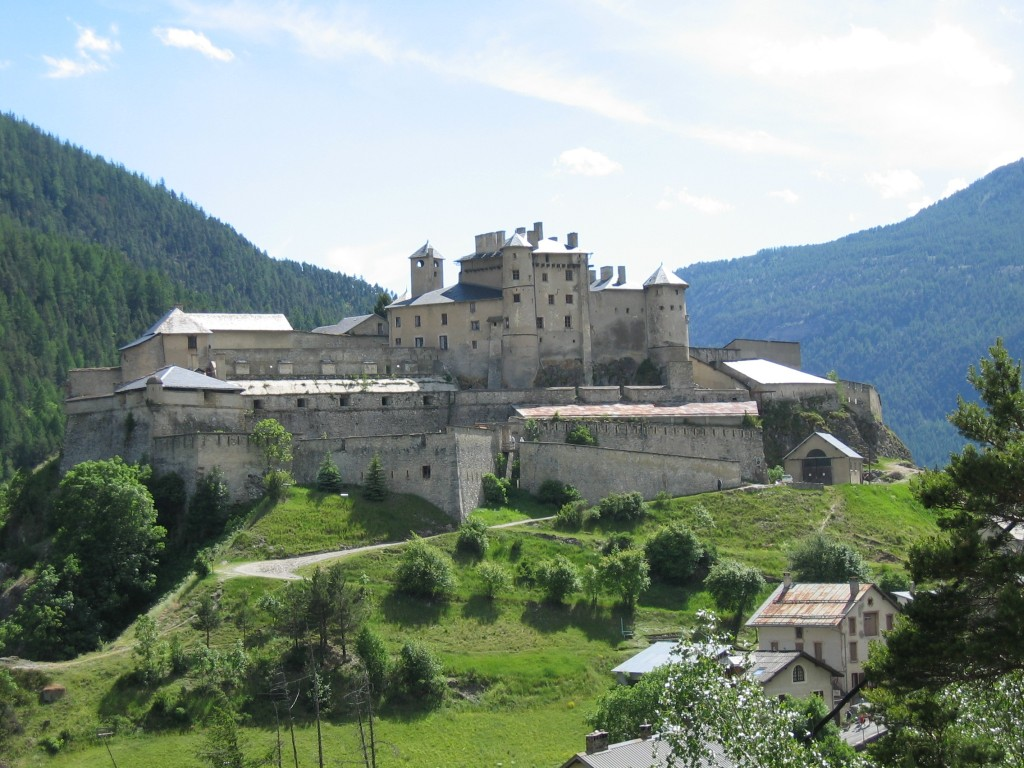
Fort Queyras, un ancien château fort du XIIIe siècle remanié par Vauban vers 1700.

### Guerres de Religion
Le Queyras a été troublé dans la seconde moitié du XVIe siècle par les conflits religieux. Les armées protestantes commandées par le duc de Lesdiguières, futur connétable de France, ont vaincu à deux reprises les troupes catholiques et ont contrôlé cette haute vallée, en particulier l'ancien château delphinal et forteresse de Château-Queyras qui en commande l'entrée. Des exactions ont été commises alors, dont font état les historiens locaux. Les Queyrassins, qui étaient alphabétisés depuis la fin du XVe siècle et avaient pris l'habitude de lire les Saintes Écritures, ont été très nombreux à se convertir à la nouvelle religion, les protestants représentant entre 60 et 80 % des 6 000 habitants du Queyras. D'ailleurs, pendant près d'un siècle, les consuls (deux par communauté), les notaires (une vingtaine) et le secrétaire de la vallée ont été le plus souvent des protestants.

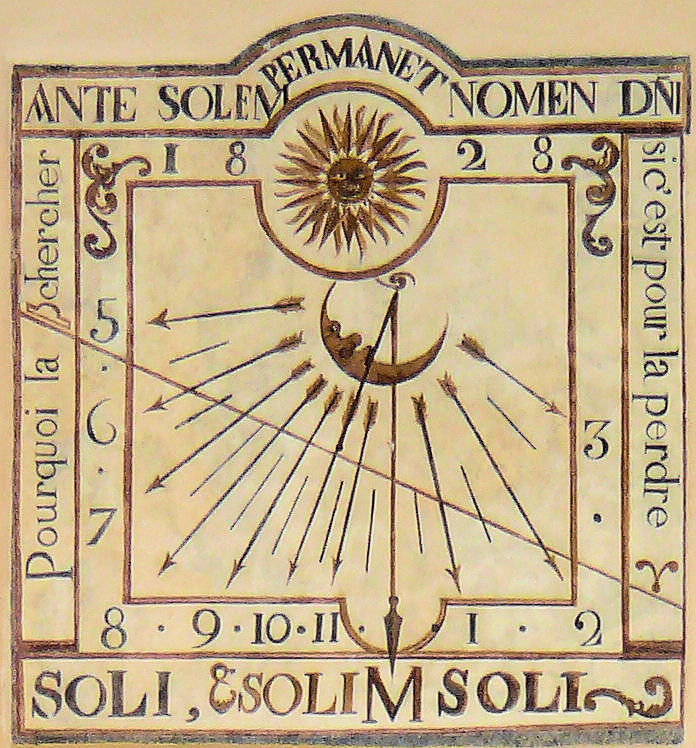
Cadran solaire daté de 1828 à Château-Queyras.

C'est à partir des années 1640-1660, à la suite de missions, que les Queyrassins commencent à revenir au catholicisme. En 1685, la révocation de l'édit de Nantes, à la suite de laquelle la « religion prétendument réformée » a été de fait interdite, a provoqué de graves drames humains. Beaucoup de Queyrassins ont préféré abandonner leurs biens et se réfugier en Suisse, aux Pays-Bas ou en Allemagne, d'où certains ont essaimé en Amérique du Sud et en Afrique du Sud, plutôt que d'abjurer. On peut estimer à plus de trois cents le nombre de Queyrassins qui ont quitté définitivement la France. Comme la Savoie, alliée aux puissances du Saint-Empire romain germanique dans la Ligue d'Augsbourg, a déclaré en 1689 la guerre à la France, elle a constitué parmi les vaudois, alliés des réformés, de la vallée du Pellice (de l'autre côté de la frontière, au-delà d'Abriès) des milices armées, qui ont fait des incursions meurtrières, de 1689 à 1693, dans le Queyras, incendiant des maisons et même des hameaux, détruisant des chapelles, pillant des fermes, volant du bétail, etc. Des embryons de communautés protestantes se sont maintenues secrètement ou clandestinement à Arvieux, Molines et Saint-Véran, dans les villages les plus éloignés des vallées vaudoises italiennes et, après l'édit de tolérance de 1787, signé par Louis XVI, elles se sont reconstituées, alors que le protestantisme a quasiment disparu dans la vallée du Guil, Ristolas, Abriès, Aiguilles, Château-Ville-Vieille, villages qui ont souffert pendant cinq ans des exactions des milices vaudoises.
Le protestantisme queyrassin a été rendu célèbre en Europe dans la première moitié du XIXe siècle, grâce au pasteur Félix Neff, né en Suisse, ordonné à Londres et très actif militant du Réveil, et qui, dans les années 1820, a exercé, avec beaucoup de zèle, son sacerdoce dans les deux paroisses de Fressinières et du Queyras, avant de mourir jeune, à 31 ans, en 1829, épuisé par sa tâche. Les lettres de ce pasteur, écrites avec beaucoup de talent, ont ému de très nombreux lecteurs, parmi lesquels des révérends et des aristocrates anglais, qui ont décidé de faire le voyage dans les Alpes, en suivant les traces de Neff. Ce sont William S. Gilly, William Beattie, Lord Monson.

### Époque moderne
En tant que région frontalière, le Queyras a souffert indirectement ou directement des guerres. Aux XVIIe et XVIIIe siècles, il a été traversé par les troupes françaises qui se rendaient en Italie pour combattre les armées de Savoie, d'Espagne, d'Autriche ou du Saint-Empire : expédition de la Valteline (1625), guerre de Succession de Mantoue (1629-1632), guerre de Trente Ans (1635-1648), guerre de la Ligue d'Augsbourg (1688-1697), guerre de Succession d'Espagne (1701-1713), guerre de Succession d'Autriche (1740-1748). Les habitants devaient ouvrir les cols enneigés ou refaire les chemins en mauvais état ; ils avaient l'obligation de fournir fourrage, mulets, farine (obligation de « l'étape » et du « quartier » ou cantonnement) ; il leur fallait couper des arbres pour faire des ponts ou des fortins ; ils ont subi les exactions des milices vaudoises ; ils ont dû loger des dragons, au moment de la révocation de l'édit de Nantes, et des soldats lors des cantonnements, etc. Toutes ces dépenses représentaient des coûts élevés à la charge des communautés. Lors de la guerre de la succession d'Autriche, le Queyras a fourni des arbres, du fourrage, des mulets, du seigle, aux armées du roi d'Espagne. Les consuls ont dû engager des procès pour obtenir que leur soient remboursées ces dépenses.

### De la Première à la Seconde Guerre mondiale
La Révolution française voit l'abolition du statut des Escartons et le rattachement du Queyras au département des Hautes Alpes. Le territoire est divisé entre les cantons d'Abriès et de Ville-Vieilles réunis en 1800 à celui d'Aiguilles. Le Queyras atteint son apogée démographique en 1836 avec une population de 8496 habitant (dont 1829 à Abriès). L'inauguration de la route carrossable reliant le Queyras à Guillestre est le début du désenclavement de la région. Les premiers trains arrivent à Montdauphin en 1884. L'exode rural est particulière sévère dans le Queyras qui ne compte plus que 5398 habitants en 1886. La route du col d'Izoard est inaugurée en 1893. Les deux premiers hôtels sont construits en 1897-1898 à Abriès et Aiguilles. A compter de 1900 tous les hameaux du Queyras sont reliés par la route.
La Première Guerre mondiale a été vécue très cruellement dans le Queyras, à cause des pertes humaines très élevées : plus de deux cents morts pour une population qui n'excédait pas quatre mille personnes, soit plus de 5 % de la population, de 1 à 1,5 % de plus que la moyenne nationale. Ces morts ont été d'autant plus dramatiques qu'elles ont touché la partie la plus jeune d'une population vieillissante. Durant l'entre-deux-guerres on assiste au début de l'essor du tourisme hivernal dans la région : la première remontée mécanique est installée à Abriès en 1932. L'année suivante l'usine Nestlé installée à Gap reprend le ramassage du lait qui était jusque là effectué par les 40 fruitières communales. Guillestre supplante désormais le marché d'Abriès et les relations muletières avec l'Italie. Les sites de la Casse-Déserte et de la Colonne coiffée sont classés en 1937. La Seconde Guerre mondiale a été tout autant dramatique. En 1940, les habitants des hameaux et des villages situés près de la frontière avec l'Italie ont été déplacés en Ardèche. En juin 1940, les Italiens, en attaquant la France, ont occupé la commune de Ristolas et une partie de la commune d'Abriès. Le village de La Monta a été incendié. En septembre 1944, les Allemands qui défendaient la frontière italienne ont tiré, du col de la Mayt, des obus qui ont détruit en totalité ou en partie les hameaux de Pra-Roubaud et du Roux d'Abriès. L'Adroit d'Abriès a été incendié alors. Des exactions ont été commises à Aiguilles. De jeunes résistants ont été tués à La Monta.

### Après guerre
La première motofaucheuse arrive à Abriès. En 1957, la vallée subit d'importantes inondations qui entraînent des destructions dans plusieurs communes. C'est la plus importante catastrophe naturelle subie par la vallée au XXe siècle. Les communes regroupent leurs moyens à travers des structures intercommunales : création du syndicat intercommunal à vocation multiple (SIVOM) de Guillestre en 1965 et d'un SIVOM regroupant les huit communes d'altitude de la région. Le parc naturel régional du Queyras, qui s'étend sur le territoire de 11 communes, est créé en 1977.

## Paysages

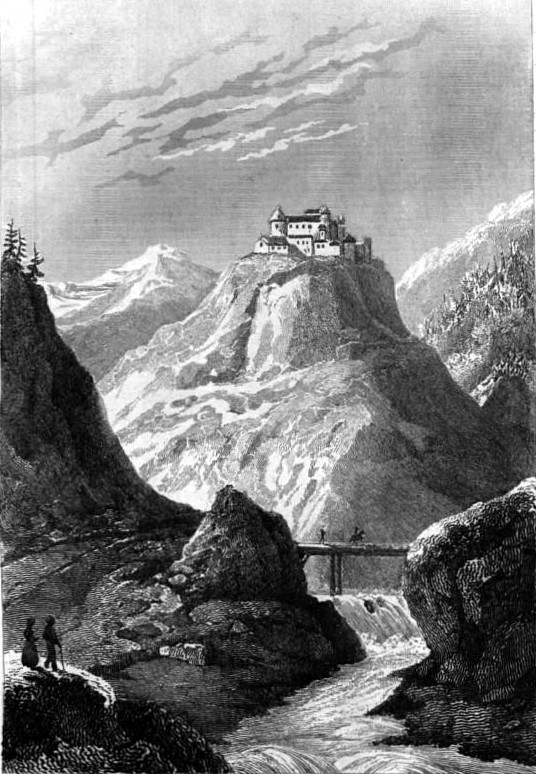
Image tirée du livre d'Eusèbe Girault de Saint-Fargeau, Guide pittoresque du voyageur en France (...), 1838.

Ce sont les Queyrassins qui, par leur travail, ont façonné la nature et donné aux paysages l’aspect qui est le leur, bien que les sommets, les pierriers, les ravins abrupts soient restés hors de leur portée.
De fait, ces paysages sont aussi historiques et, au fil des siècles, ils ont changé. La vallée du Guil, entre Château-Queyras et Ville-Vieille était décrite ainsi à la fin du XIXe siècle : « Des champs où le lin, l’orge, l’avoine et le seigle viennent à une très grande hauteur ; des prairies à travers lesquelles serpente le Guil, et s’étendant jusque sous de vastes forêts de mélèzes, qui couronnent les montagnes ; sur celles-ci d’immenses pâturages et une foule de plantes rares ; des hameaux dont la plupart ne sont habités que pendant la belle saison, des canaux, qui, sur des échafaudages soutenus par des quartiers de roc au-dessus du Guil, portent la fécondité d’un côté à l’autre du vallon : tel est l’aspect du pays ». Aujourd’hui, l’aspect de cette vallée est tout autre et le paysage agricole a disparu. De fait, il n’y a plus de champs cultivés, plus de canaux surélevés. Les hameaux d’estive sont souvent en ruines, les prairies de moins en moins souvent fauchées.
Il y a deux siècles, le Queyras était moins boisé qu’il ne l’est aujourd’hui. Pendant la longue période de prospérité et de croissance démographique du XVIe au XVIIIe siècle, la superficie occupée par la forêt a reculé, en dépit des mesures prises pour éviter une déforestation massive, ce qui a eu pour conséquences de renchérir le prix du bois d’œuvre, plus rare. Dans les années 1860, une loi forestière a incité les communes à préserver les forêts et, grâce à des avantages fiscaux, à replanter en forêts les terres laissées en friches.
Il en va ainsi des prés de fauche. L’exemple du Pré Michel, situé près du belvédère du Viso, dans la commune de Ristolas, est éclairant. Comme le montrent les auteurs d’une brochure publiée par le parc naturel régional du Queyras, la forêt gagne peu à peu sur la prairie à cet endroit et ailleurs dans tout le Queyras depuis 1920 ou 1940, car tout pré, à partir du  moment où il cesse d’être fauché, se parsème en quelques décennies de trembles, puis redevient forêt. Des photos du Pasquier, hameau de la commune d’Arvieux, prises dans les années 1930, montrent un paysage de prés d’altitude bien délimités et bien entretenus, comme si l’herbe y avait été passée au peigne fin. Soixante ans plus tard, ces versants, qui ne sont plus fauchés, sont peu à peu gagnés par les arbustes.
À terme, des paysages, faits de terrasses et de prés de fauche qui, pendant des siècles, ont été typiquement queyrassins, risquent dans un avenir proche de disparaître et d’être rendus à la forêt. À Saint-Véran, en juillet et en août, en face du village, sur la rive gauche de l’Aigue Blanche, les cônes de déjection de quelques torrents, débarrassés de toute pierre, irrigués sans doute et peut-être fumés au printemps ou à l’automne, sont encore fauchés. On y admire le travail séculaire des hommes qui ont tracé au milieu de ces éboulis informes des parcelles nettement délimitées, les ont entretenues avec soin, et dont l’herbe taillée ras varie du vert tendre au vert foncé.
Les terrasses constituent (ou constituaient quand elles étaient encore entretenues et visibles) un des éléments essentiels du paysage queyrassin. Ce sont des murets de pierres sèches ou des talus de terre couverts d’herbes qui servent à retenir la terre arable et permettent de cultiver les parcelles abruptes et de les irriguer par gravitation, l'eau étant amenée dans des canaux creusés très haut dans la pente. Les versants d’adroit, au-dessus ou autour des villages, sont organisés ainsi. Il y a un siècle, quand la montagne était une ruche en activité, elle se présentait sous l’aspect d’un jardin de pente. Aujourd'hui, l’entretien des terrasses n’est pratiquement plus assuré ; les prés sont de moins en moins souvent fauchés. Les communaux, que les bêtes jadis paissaient au printemps, ne sont plus que des friches à mauvaises herbes et à arbustes.

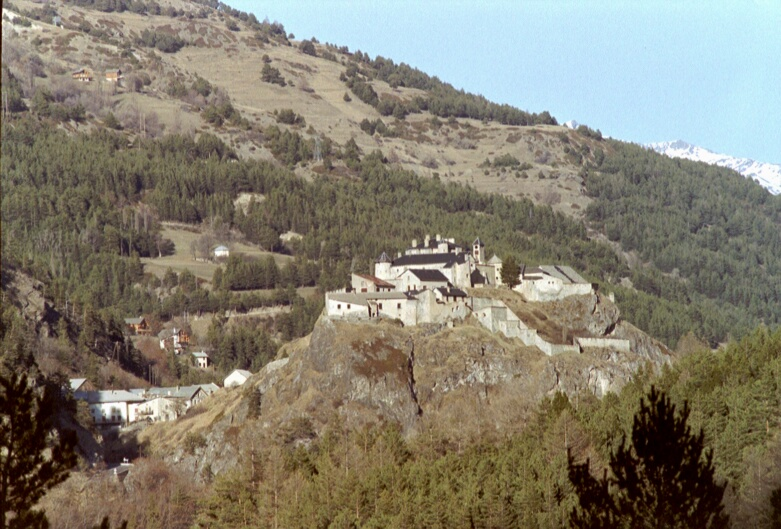
Le fort Queyras à Château-Queyras
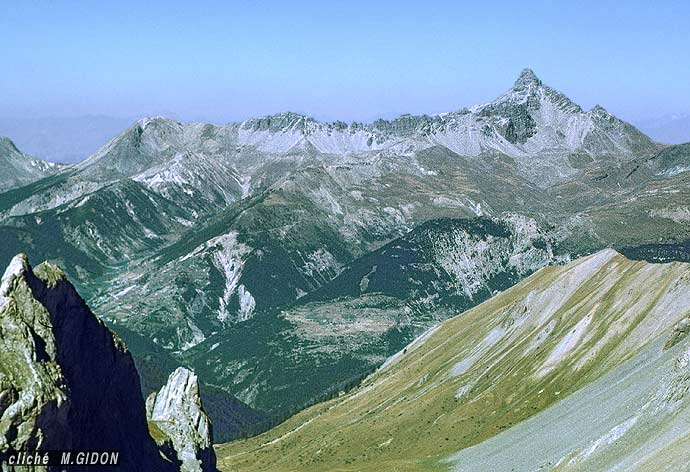
Vue du versant sud du chaînon
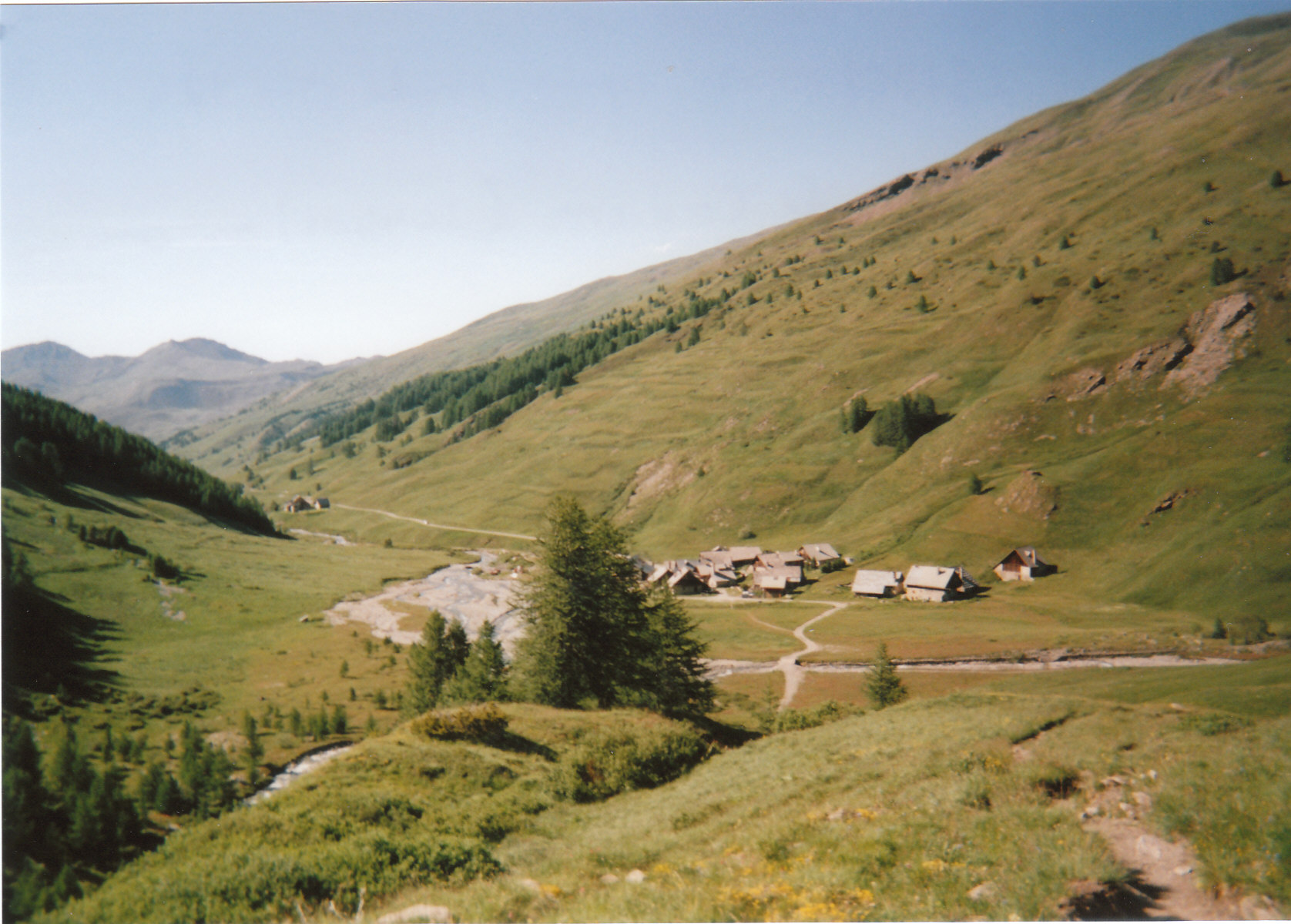
Les Fonts de Cervières (2 040 m)
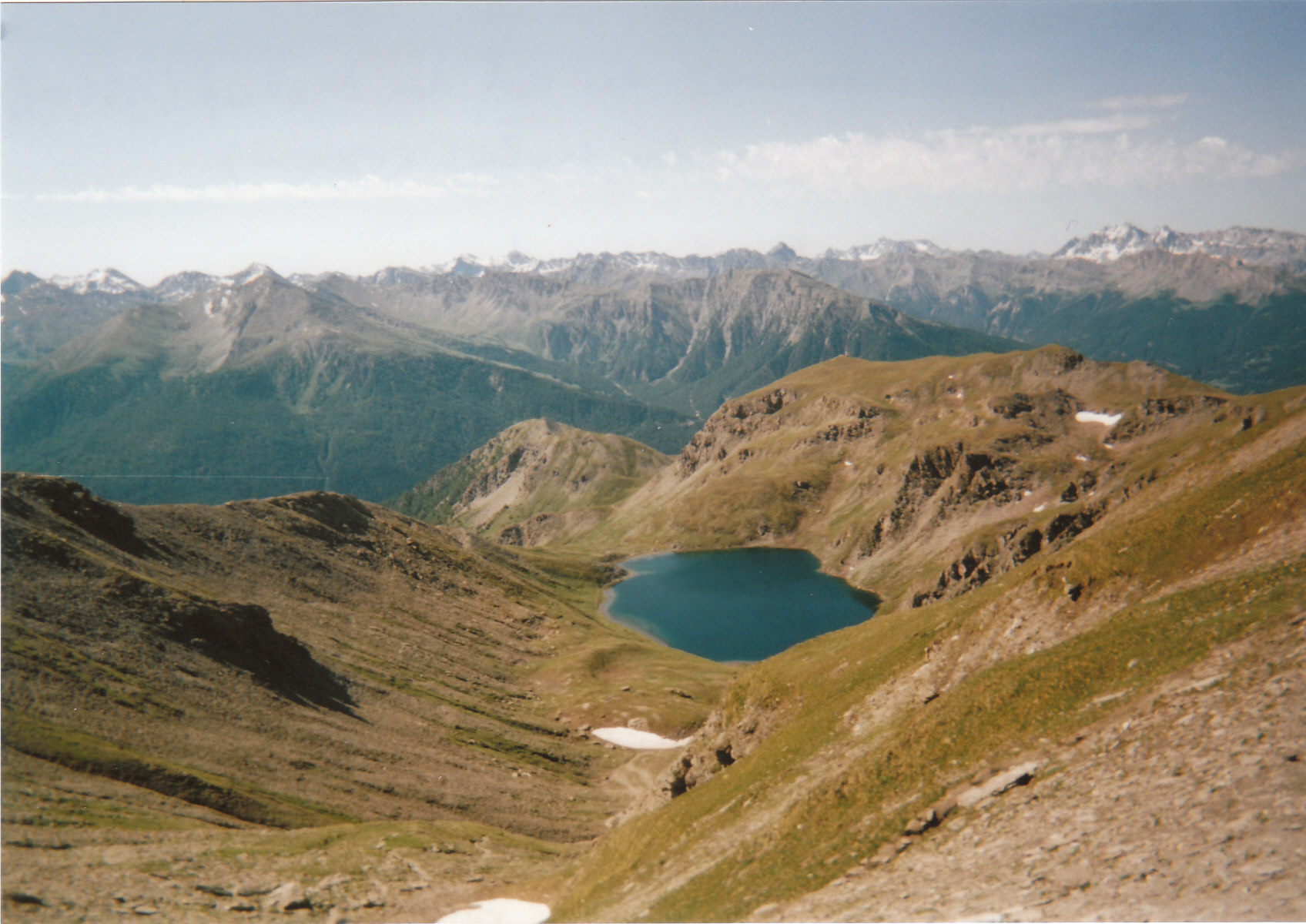
Le lac du Grand Laus (2 579 m) vu depuis le col du Malrif
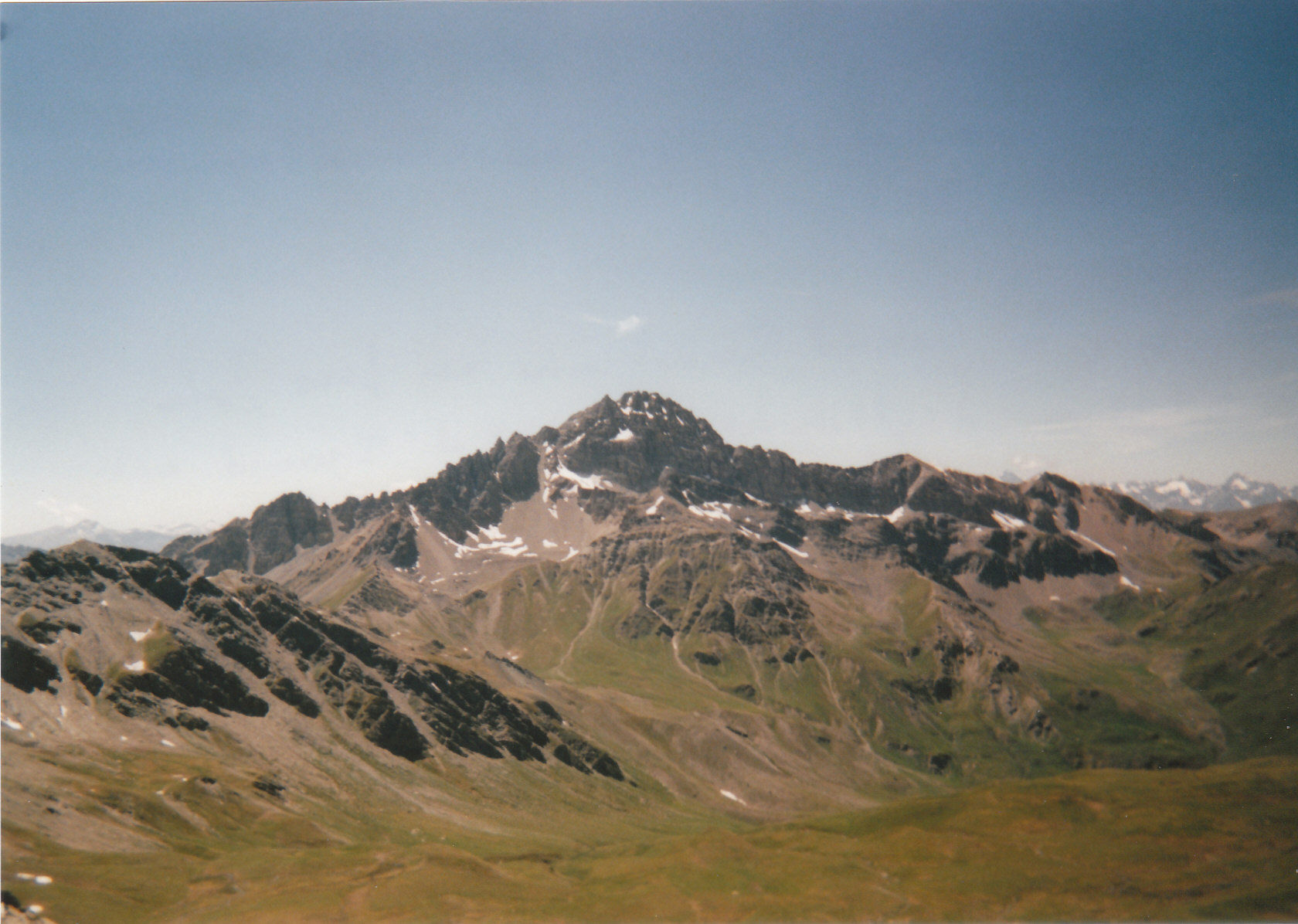
Le Grand Rochebrune (3 325 m) depuis le Petit Rochebrune
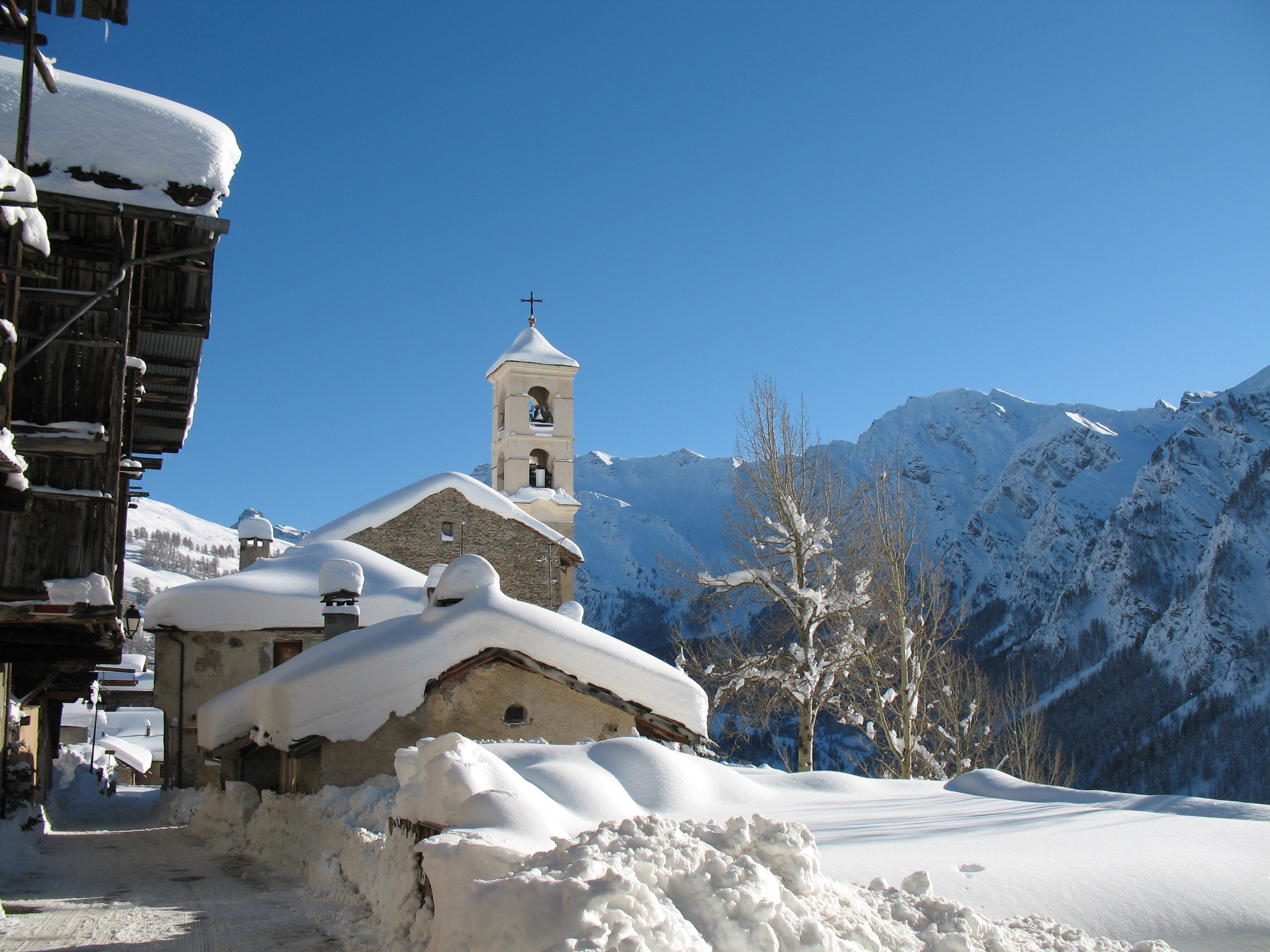
Saint Véran hiver 2008/2009. Queyras

## Culture

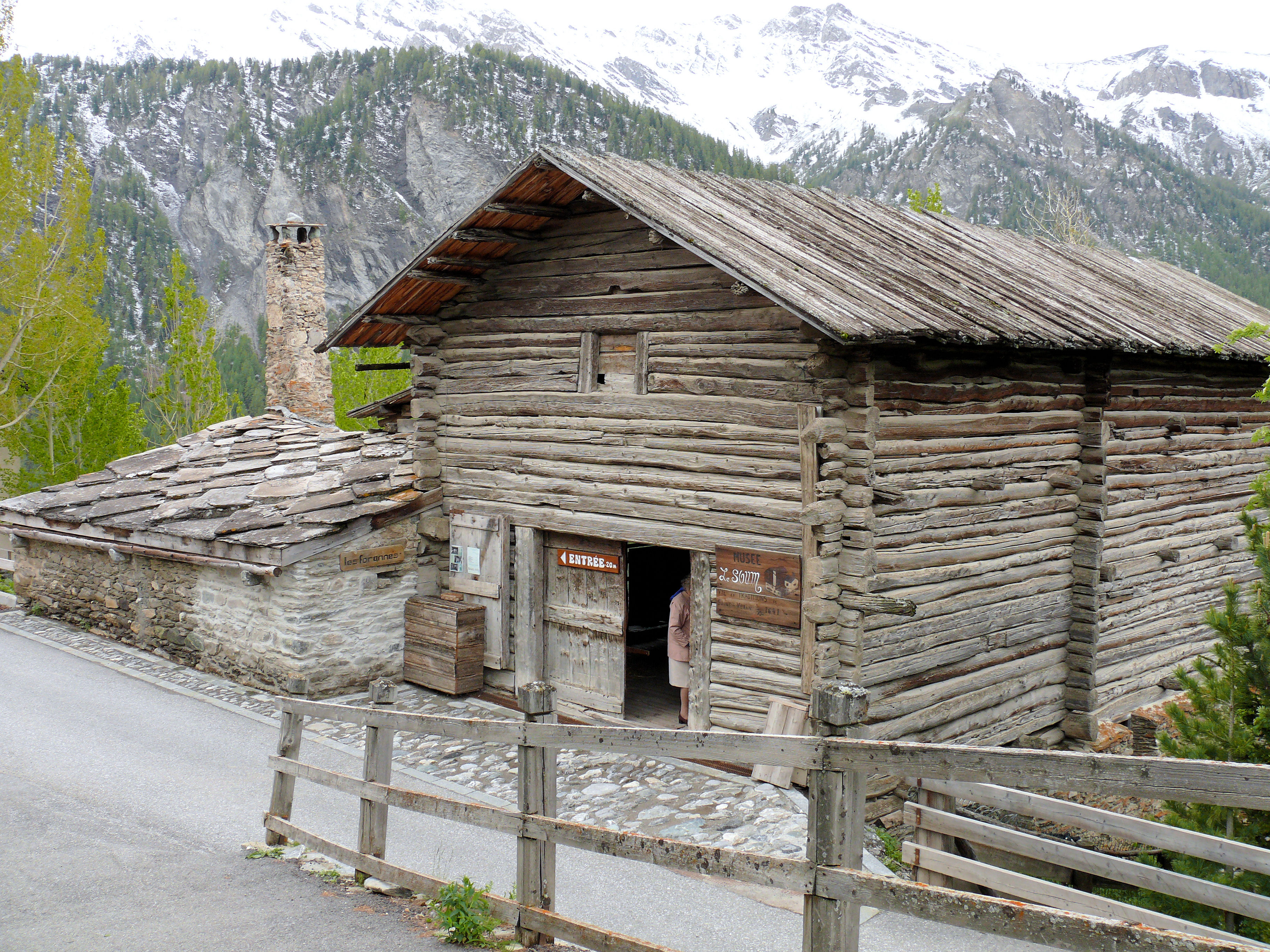
Musée Le Soum à Saint-Véran, construit en rondins empilés.

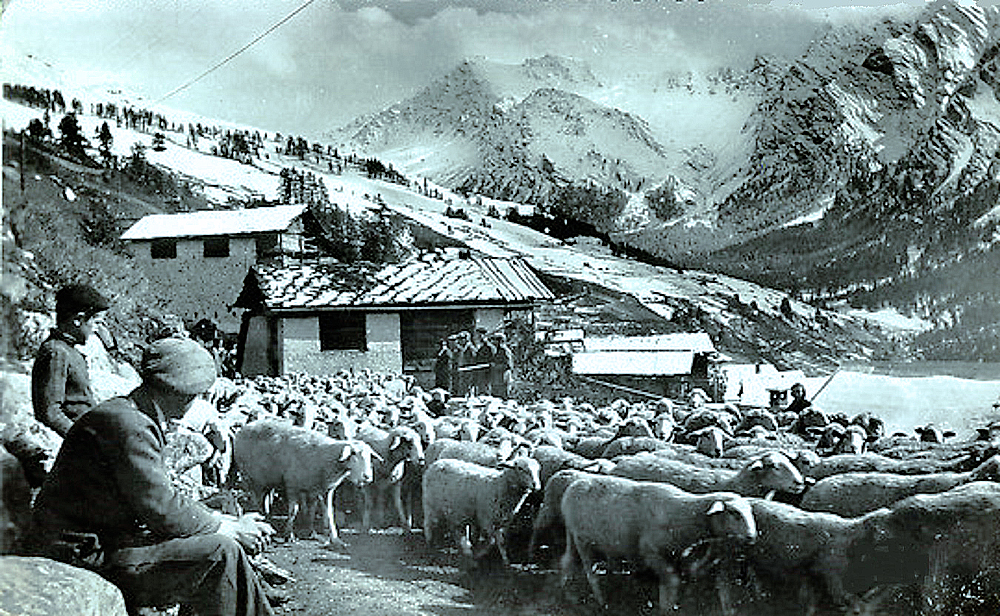
Rentrée des transhumants de la Tête-de-Longet, carte postale du début du XXe siècle.

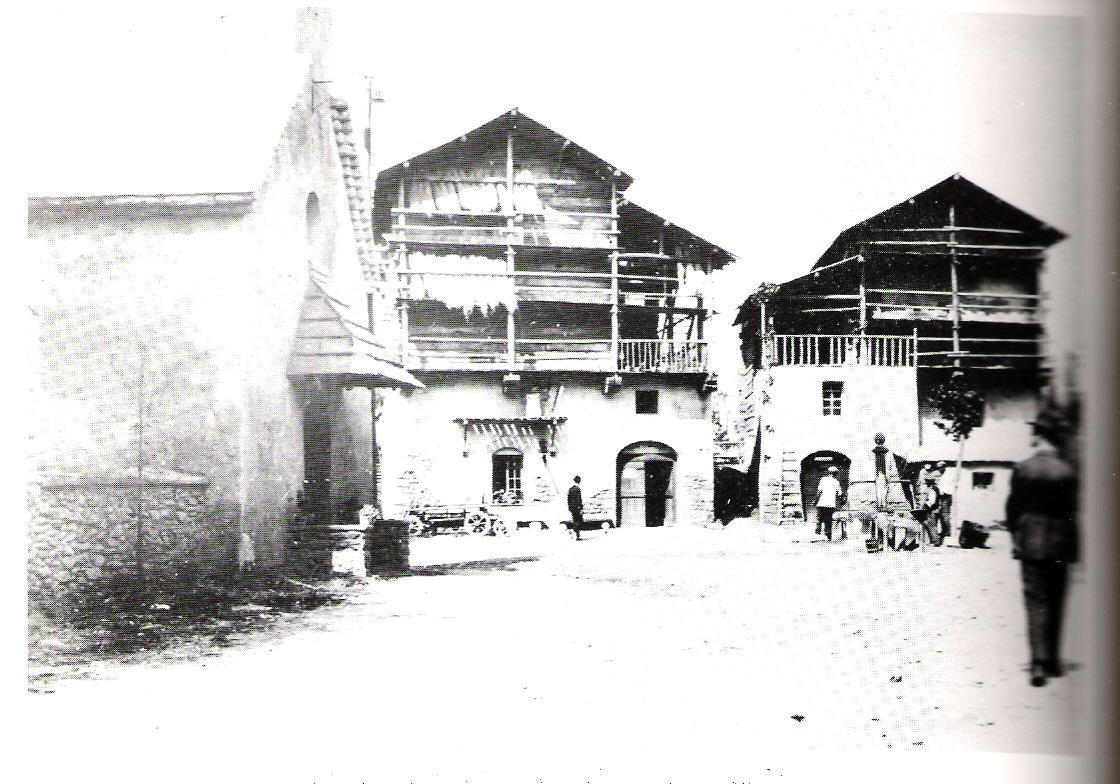
Les maisons du Queyras dans le village alpin reconstitué à Grenoble en 1925, en occasion de l'Exposition internationale de la houille blanche.

Le Queyras a suscité de nombreux ouvrages savants, récits de vie et articles dans les revues, très nombreux relativement à son isolement apparent par rapport aux grands centres urbains et à sa faible population (à peine 7 000 habitants à son plus haut niveau démographique dans les années 1830). Ils ont été publiés jusqu'en Amérique du Nord, aussi bien de la part des folkloristes du XIXe siècle, attachés aux coutumes locales, aux traditions, aux contes oraux, aux légendes, que des spécialistes des mentalités et arts populaires, qui ont sillonné le Queyras dans tous les sens au début du XXe siècle et se sont fait confier des milliers d'objets, souvent sculptés au couteau, de la vie quotidienne (râteaux en bois, trousses, navettes, étuis de pierres à aiguiser, tanches d'irrigation, araires, bâts de mulets, vaisselle, etc.) et des meubles (coffres sculptés, lits fermés, tabourets, chaises, armoires sculptées, etc.). Ils sont exposés au Musée dauphinois ou au Musée départemental de Gap. Les géographes, dont Raoul Blanchard, ont également publié des ouvrages savants, dans lesquels ils s'efforcent de comprendre pourquoi et comment des hommes ont pu s'établir de façon permanente à plus de 2 000 mètres d'altitude et y cultiver le seigle ou les pommes de terre. C'est aussi le cas des géologues, fascinés par la diversité géologique des schistes lustrés, des cargneules, des calcaires du Queyras. Tout comme les voyageurs avides de pittoresque et les botanistes, qui ont étudié dans le Queyras une très grande variété de plantes et de fleurs et ont admiré l'étagement de la végétation suivant l'altitude, aussi bien de la part des historiens et érudits locaux que des historiens du christianisme (protestants, vaudois, catholiques), aussi bien les ethnologues que les anthropologues, dont nombre d'anthropologues nord-américains, en particulier Harriet Rosenberg. La Société d'études des Hautes-Alpes, société savante fondée en 1881, publie chaque année un bulletin composés d'articles sur les Hautes-Alpes. Le Queyras y est encore aujourd'hui largement représenté. L'association Quey'Racines fondée en 2006 pour la sauvegarde du patrimoine écrit et oral du Queyras compte maintenant au nombre des sociétés savantes et publie deux bulletins annuels. Les éditions Transhumances, spécialistes du Briançonnais et du Queyras, éditent depuis plusieurs années des livres sur le sujet.

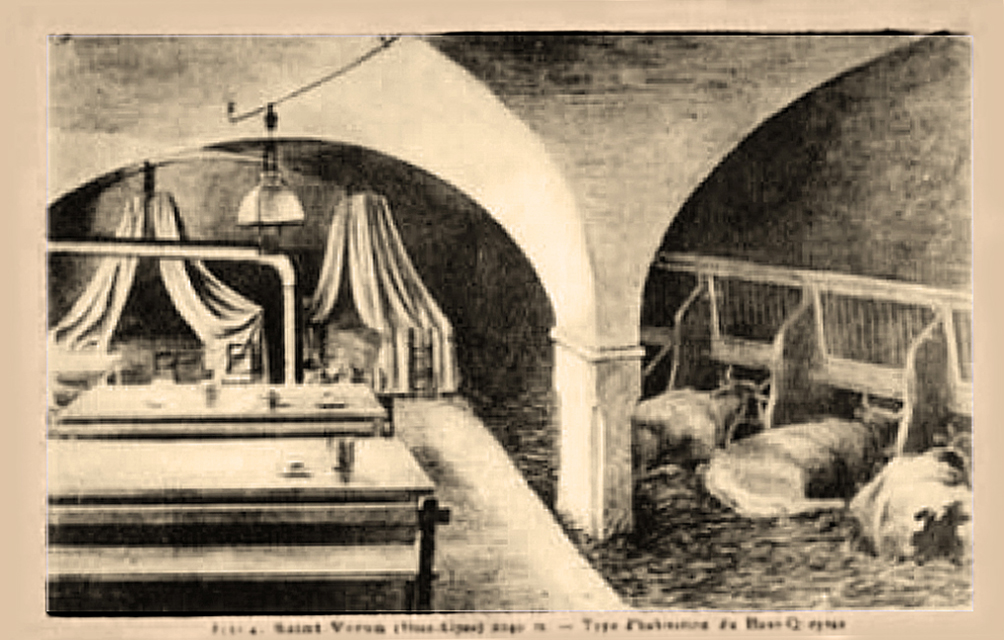
Saint-Véran - Type d'habitation du Queyras au début du XXe siècle.

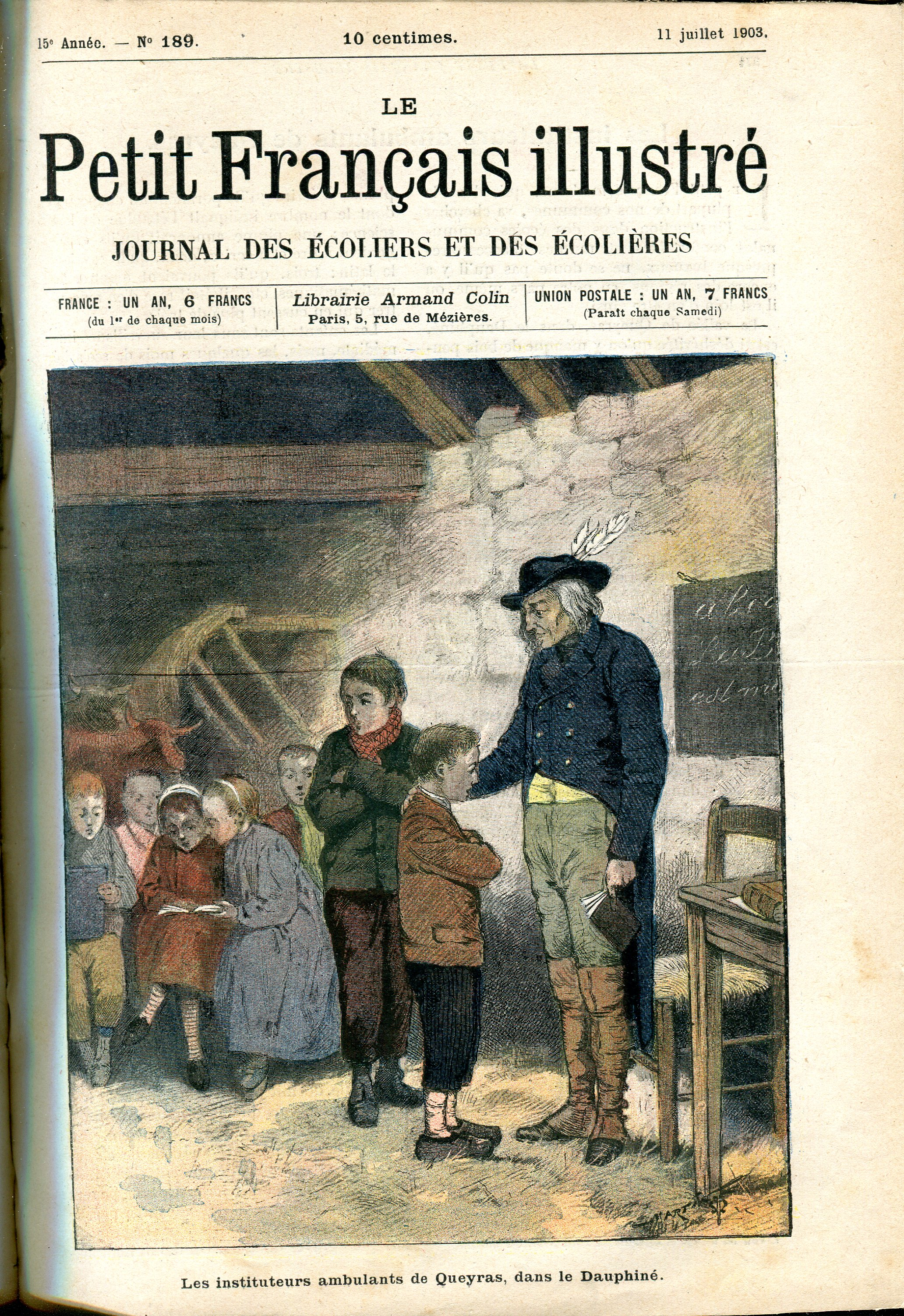
« Les instituteurs ambulants de Queyras, dans le Dauphiné », Le Petit Français illustré, 11 juillet 1903.

Le fait le plus important pour comprendre ce qu'a été la culture dans le Queyras, fait que le Queyras partage avec le Briançonnais, est l'instruction précoce et massive de la population. Au XIXe siècle, la population qui vit au nord d'une ligne qui relie Saint-Malo à Genève est majoritairement alphabétisée, même les femmes ; celle qui vit au sud de cette ligne est majoritairement analphabète, sauf dans les deux hautes vallées du Briançonnais et du Queyras, où l'alphabétisation a commencé à la fin du XVe siècle (la communauté d'Abriès rémunérait un régent dès 1456) et où elle a atteint un niveau égal ou même supérieur à celui des grandes villes du nord de la France. Au XVIIIe siècle, 90 % environ des habitants sont en mesure de signer de leur nom. L'école, à classe unique, se faisait à la mauvaise saison dans une étable, et l'instruction était dispensée par un habitant du village ou du hameau, paysan éleveur, dont c'était la spécialité l'hiver. Mgr Myriel, l'évêque de Digne, personnage du roman de Victor Hugo, Les Misérables, présente aux fidèles de son diocèse les habitants du Queyras comme un modèle à imiter, parce qu'ils apprennent à lire, à écrire, à compter à tous les enfants, même à ceux qui habitent des hameaux isolés. En 1801, le préfet des Hautes-Alpes de l'époque, le citoyen Bonnaire, comme il se nomme, écrit dans des Mémoires sur la statistique du département des Hautes-Alpes que, pour trouver une véritable passion pour l'instruction dans son département, il faut aller vers les hautes montagnes de la frontière, vers Briançon et le Queyras, où sont formés de nombreux maîtres d'école itinérants qui, à l'automne et jusqu'au début du printemps, vont se louer comme « régents » dans les villes de Provence, habitude qui se prolonge jusque dans les années 1830-1840 et cesse peu à peu, quand le ministre Guizot exige des maîtres d'école qu'ils aient obtenu un brevet de capacité. Les résultats de cette alphabétisation massive sont innombrables : de nombreux documents écrits réunis dans les archives départementales ; les « transitons » ou registres des chemins et voies de passage, sur lesquels ont été recueillis aussi les faits divers entre la fin du XVe siècle et le début du XXe siècle ; des livres de raison ; des cahiers tenus par les procureurs (ceux qui, pendant un an, géraient les affaires d'un hameau ou d'une paroisse) ; des carnets d'arrosage (ou d'irrigation) remplis avec grand soin ; et de nombreux Queyrassins écrivains, curés (abbés Gondret et Berge), instituteurs (Jean Tivollier) ou paysans éleveurs racontant la vie d'autrefois (MM. Bourcier, Arnaud, Borel, Mme Messimilly). En bref, c'est une vallée de haute montagne dont la culture est fondée sur l'écrit et se dit en  français et qui se trouve dans une vaste région aux traditions culturelles orales et exprimées en occitan.

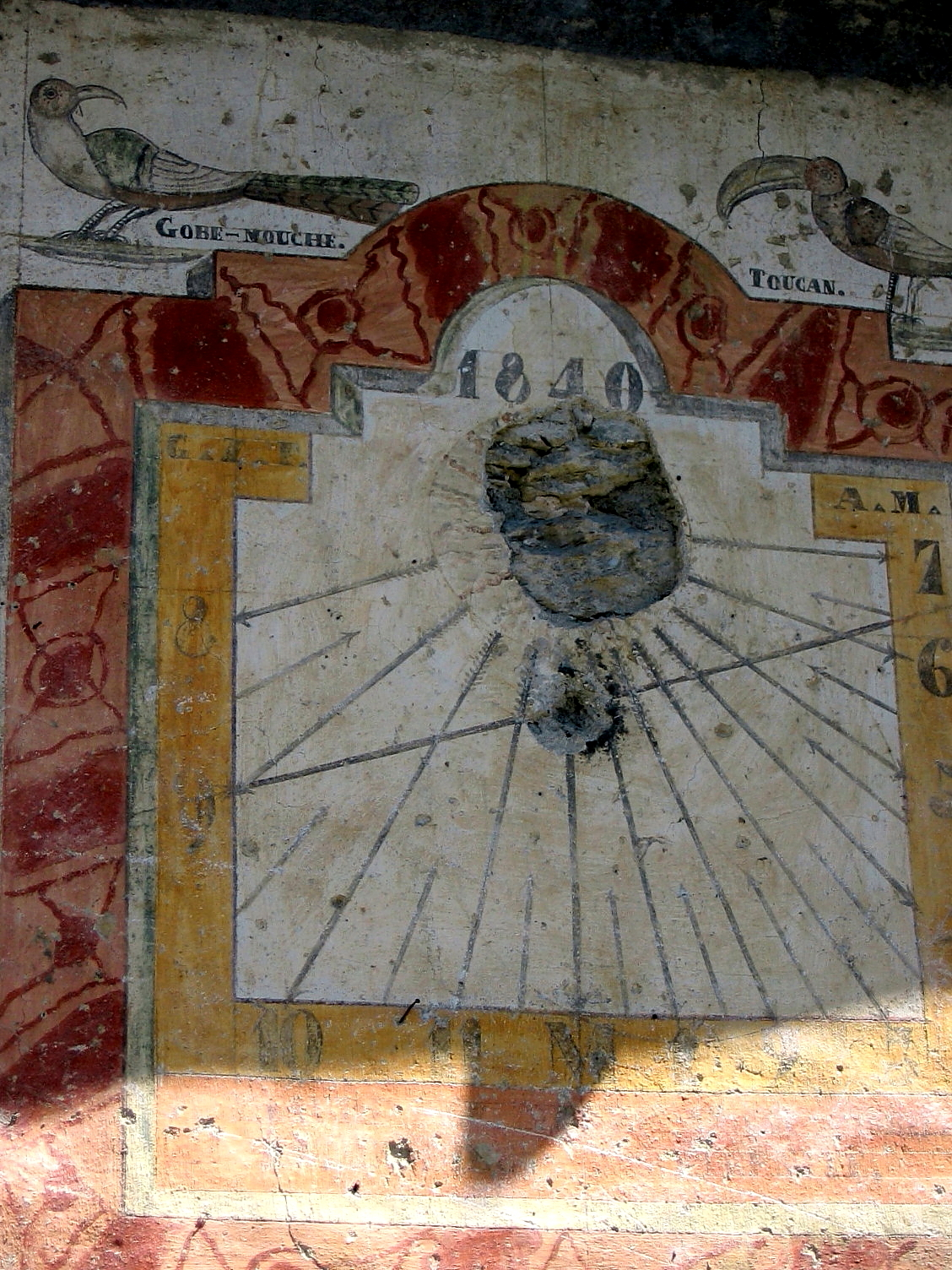
Cadran solaire ancien à Saint-Véran.

Pourtant, en dépit de cette vaste connaissance accumulée depuis plus de deux siècles, d'abord par des curés cultivés, puis par des instituteurs, enfin par des universitaires, il est un domaine qui reste encore méconnu et dont beaucoup de savants n'ont pas perçu l'importance : ce sont les œuvres d'art, retables, tableaux, tabernacles, statues, sculptures, vitraux, ex-voto, etc. Ces œuvres d'art sont, pour la plupart d'entre elles, religieuses ou liées au culte, ce qui explique peut-être qu'elles n'aient pas été étudiées ou qu'elles ne soient même pas mentionnées dans les guides ou les ouvrages grand public. Pourtant, elles sont très étroitement liées à l'histoire du Queyras et à la culture des Queyrassins.
Cet étonnant foisonnement d'œuvres d'art, datant, pour la plupart, des XVIIe, XVIIIe et XIXe siècles, révèle ce qu'est ou ce qu'a été longtemps le Queyras. Il oblige aussi à réviser beaucoup d'idées reçues sans examen.
Le Queyras n'était pas pauvre, contrairement à ce qui est écrit souvent. Les tableaux, les retables architecturés, les statues, les sculptures, les voutes peintes et décorées, tout cela coûte cher aujourd'hui, et a coûté très cher jadis. Or, ce sont des familles, souvent nombreuses, d'éleveurs ovins, pour la plupart, exploitant de 5 à 6 hectares, ou de commerçants, qui ont financé tout cela et ont pu soustraire de leurs revenus de quoi payer les artistes / artisans et leurs fournitures, en plus de ce qu'ils ont soustrait pour faire instruire leurs enfants, et cela dès la fin du XVe siècle.
Le Queyras a beau être entouré de hautes montagnes, dont beaucoup dépassent 3 000 mètres d'altitude, il ne forme pas une vallée fermée, isolée, repliée sur elle-même. Non seulement les Queyrassins, surtout les habitants d'Aiguilles, ont établi au cours du XIXe siècle de prospères maisons de négoce un peu partout dans le monde, surtout en Amérique du Sud et en Amérique centrale (Chili, Mexique, Brésil, Venezuela), ce qui prouve qu'ils participaient aux échanges internationaux, mais encore ils ont été influencés dans leur sensibilité par l'art baroque italien, par l'art sulpicien (fin du XIXe siècle), par le fonctionnalisme en architecture (dans les fermes de la reconstruction en 1945), par les formes végétales et contournées de l'Art nouveau (début du XXe siècle), par les formes simplifiées de l'art religieux des années 1930 ou qu'ils ont eu connaissance de faits ayant eu un impact national ou même européen : la dévotion à Notre-Dame-de-Bon-Secours, les pèlerinages à Fátima, Lisieux, Lourdes, la canonisation de Jeanne d'Arc, la béatification d'Émilie de Vialar, etc. Le sujet des tableaux ou des façades sculptées d'autels ou les inscriptions latines ou les fragments de psaumes peints dans les églises attestent que, par leur culture religieuse vaste et profonde, ils étaient ouverts au monde.

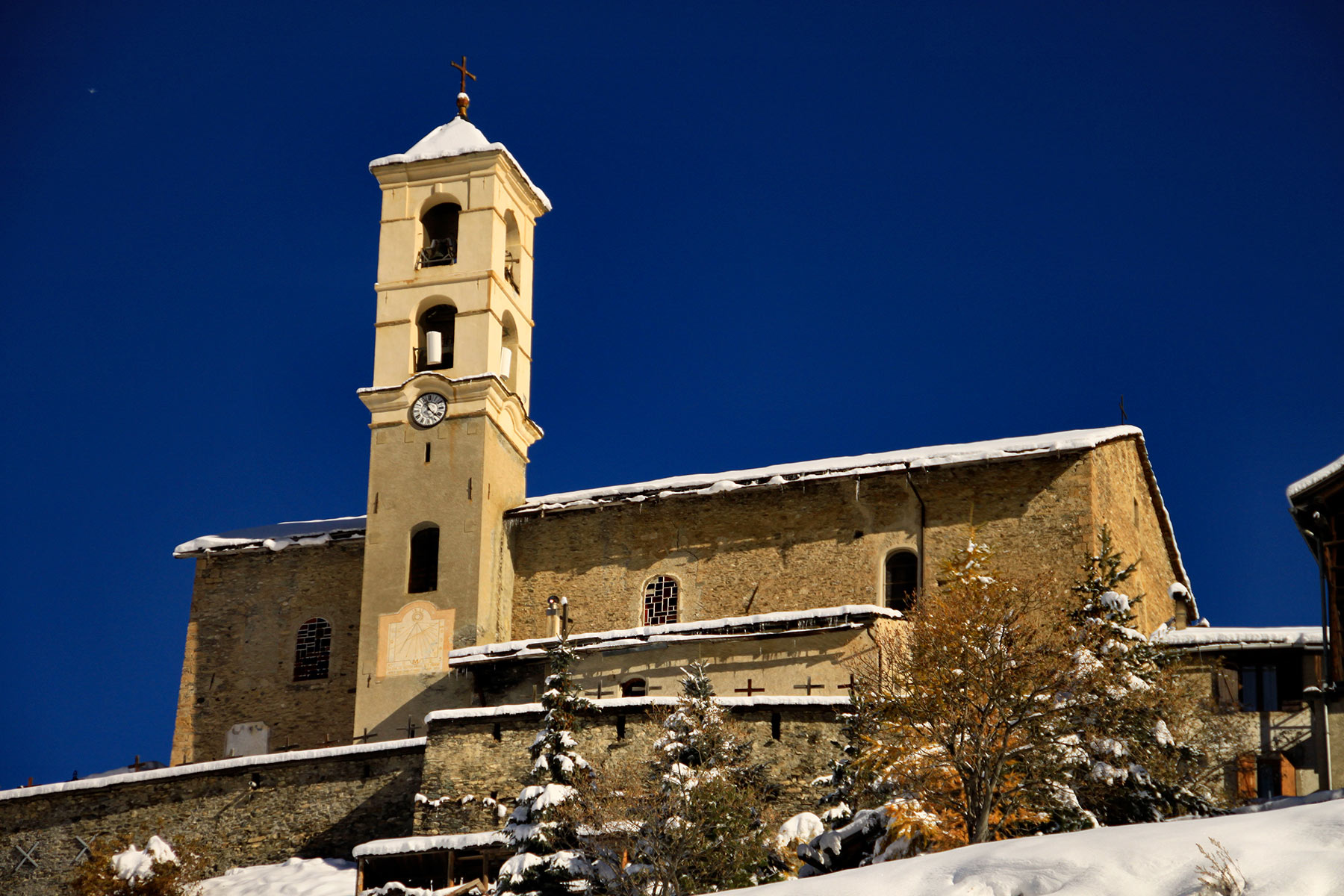
L'église de Saint-Véran.

Une analyse plus précise de ces œuvres montre l'importance qu'ont eue dans le Queyras les grands événements religieux des XVIIe et XIXe siècles. Durant les guerres de religion, des églises, des chapelles, des tableaux, des sculptures ont été détruits, si bien que les communes du Queyras, à la différence de Ceillac, resté catholique et qui a été épargné par la guerre, ne disposent pas dans leur patrimoine, sauf deux ou trois spécimens en mauvais état, d'œuvres d'art (fresques ou tableaux ou statues) antérieures au milieu du XVIIe siècle. Les protestants étant attachés aux textes et se défiant des images, c'est à partir du moment où ils ont été affaiblis, puis écartés de la vie publique, que les églises ont commencé à s'orner de tableaux — la plupart du temps des tableaux de crucifixion : le Christ en croix, entouré de deux saints ou de sa mère et de saint Pierre, etc. Ces tableaux expriment en images la doctrine du concile de Trente (1545-1563) : la messe conçue comme un sacrifice réel (d'où les tableaux de retable représentant la crucifixion) et non comme une commémoration ; la présence du corps et du sang du Christ dans l'eucharistie ; la communion de tous les saints (d'où la présence dans un même tableau de saints ayant vécu à des époques différentes et dans des lieux très éloignés l'un de l'autre). Le Queyras est resté fortement imprégné pendant près de trois siècles, jusque dans les années 1950-1960, de ce catholicisme tridentin, surtout les villages de la vallée du Guil, d'où toute présence protestante a quasiment disparu. En revanche, les œuvres d'art, dont les églises et chapelles ont été ornées au XIXe siècle, traitent de sujets d'histoire sainte, ayant une vraie positivité (faits attestés, personnages historiques), au moment où le christianisme est ébranlé dans sa vérité par le développement des sciences et par le rationalisme critique : ce sont les tableaux de chemin de croix, racontant la Passion du Christ, ceux qui représentent la circoncision de Jésus, la visite de saint Antoine du désert à saint Paul l'ermite, le martyre de saint Laurent, l'adoration des rois mages ou le baptême de Jésus par Jean le Baptiste. C'est aussi au XIXe siècle que de nombreux jeunes Queyrassins entrent au service de l'Église comme prêtres ou moniales et que ceux qui exercent leur sacerdoce dans le Queyras y diffusent une doctrine militante, celle d'un catholicisme populaire, de masse, communautaire, multipliant les processions et les fêtes religieuses et qu'expriment deux curés écrivains, l'abbé Gondret et l'abbé Berge.

## Dans la culture
- Plusieurs scènes de la série policière télévisée Alex Hugo ont été tournées dans les paysages du Queyras.